# 太陽的季節 (夏之管)
《太陽的季節》（日语： Season in the Sun）是日本樂團夏之管的第3張單曲，於1986年4月21日推出。

## 簡介
本單曲是夏之管由舊團名The TUBE改爲TUBE後的首張單曲。由於前作銷量慘淡，夏之管在本作發售前決定如果再如此就不再活動，結果卻在《The Best 10》等歌曲節目中位列第一，在日本全國的知名度也大增，本單曲遂成爲所謂出世作。
本單曲PV在沖繩久米島海岸攝製。作爲詞曲作者變更後的首張單曲，夏之管以本作確立了一貫的風格。自本作起直到1988年，夏季單曲一直由亞蘭知子作詞、織田哲郎作曲。而此曲是由作曲者織田哲郎將曲調調高，成員們竭盡全力寫出的曲子。織田哲郎在富士電視臺《D之劇場 ～命運裁決～》節目中說，他沒去海邊遊玩過，因而羨慕在海邊謳歌青春的同代人，並將這樣的感情傾注到此作。
CD單曲於1989年3月21日發售，收錄了同名曲和下一曲《BECAUSE I LOVE YOU》，兩曲構成雙A面。
同名曲於2018年被決定用作Nintendo Switch軟體《GO VACATION》夏篇CM樂曲。

## 收錄曲目
括號內的翻譯僅供參考，非官方翻譯。
1986年4月21日磁帶版
1. （太陽的季節）
  - 作詞：亞蘭知子/作曲、編曲：織田哲郎
  - 麒麟啤酒《麒麟瓶生》音樂影片歌曲
  - Nintendo Switch《GO VACATION》音樂影片歌曲
2. （今夜心痛 -HEARTACHE TONIGHT-）
  - 作詞、作曲、編曲：前田亘輝

※磁帶版還收錄了上述兩曲的卡拉OK版。
1989年3月21日CD單曲
1. （太陽的季節）
  - 作詞：亞蘭知子/作曲、編曲：織田哲郎
2. （今夜心痛 -HEARTACHE TONIGHT-）
  - 作詞：亞蘭知子／作曲：長戶大幸、西村麻聰／編曲：長戶大幸

## 混音單曲
1986年7月2日，12吋EP（12AH2070）、CT（12KH1910）發售，題爲「太陽的季節 (Special Remixed Seaside Version)」［日语：］。
收錄曲目
1. ［太陽的季節 (Special Remixed Seaside Version)］
2. Beach Party with TUBE

按構成順序排列，有以下混合曲：
1. （在岸邊親吻）
2. （Sailing Love）
3. （淚的Harbour Light）
4. （Midnight Beach）
5. （冬季的海岸大街）
6. （浪中流動的記憶）
7. （內海Seaside）

## 收錄於專輯
- THE SEASON IN THE SUN（#1）
- My Favorite Songs（#1）
- TUBEst（#1）
- TUBEst III（#1、Re-mix Version）
- Best of TUBEst 〜All Time Best〜（#1）
- 夏歌Super Best（#1、Re-mix Version）